# Maison de notre histoire à Fenain
La maison de notre histoire est située à Fenain (Nord).
Le musée a pour thème l'histoire locale et présente le mode de vie d'antan des habitants du bassin minier. Les objets présentés sont des objets en rapport avec le quotidien agricole, scolaire ou encore récréatif. La majorité des objets présentés dans le musée sont des dons de particuliers au musée.
Au delà de la présentation d'objets historiques du quotidien, le musée comporte aussi des œuvres d'artistes locaux, gravures ou peintures, ayant comme thème la ville de Fenain en elle même ou la mine.
La cave du musée ayant été transformée en reproduction d'une galerie de mine miniature. Dans cette cave on trouve également une collection de pierres trouvées par un mineur lors de sa carrière.
Le musée est également le lieu de rendez vous de l'association Fenain et son Histoire. Le musée est ouvert le 2ème Samedi du mois de 9 heures à midi. L'entrée est gratuite, on peut trouver à l'achat des livres traitant de l'histoire locale de Fenain.

## Historique
En 2002 le musée s'installe dans une maison de la place des fusillés de Fenain qui servait avant de four banal pour la ville.
En 2024 le musée organise le mois de lin du 19 octobre au 25 novembre, exposition temporaire et conférences, racontent l'utilisation du lin dans la ville de Fenain qui a fait sa renommé au long du XVIIIe et XIXe siècle 